# PNIŠK
Prvi nogometni i športski klub (skraćeno PNIŠK) bio je hrvatski sportski klub iz Zagreba. 
Prvi je zagrebački nogometni klub. Također je bio pionir hrvatske atletike.
Osnovan 1903., prvi je hrvatski sportski klub čije je ime sadržavalo riječ nogometni. Djelovao je do 1909.
Klupske boje bile su bijela i plava.

## Ime kluba
U dijelu literature, uključujući u HAŠK-ovoj spomen-knjizi Dvadeset godina rada hrvatskog akademskog sportskog kluba 1903—1923, navodi se pogrešan naziv PNIŠK Zagreb. Prije 1. lipnja 1908., datuma izdavanja prvog broja Hrvatskog športskog lista, promijenio je ime u PHNIŠK (Prvi hrvatski nogometni i športski klub), no nepoznato je kada.

## Povijest
PNIŠK je osnovan početkom jeseni 1903. u svratištu Janje, koje se nalazilo u današnjoj Ulici Nikole Tesle 7. Ideja o osnutku kluba potaknuta je pričama o nogometu u kavani Corso, koje su pričali Pražani Jan Todl i Josip Polivka, ujedno i igrači praške Slavije, tada stanovnicima Zagreba. Vilim Witte imenovan je prvim klupskim predsjednikom. Todl je donio prvu nogometnu loptu, bio najbolji igrač te je obnašao uloge trenera i klupskog kapetana. Prvo klupsko igralište bio je Fihplac, sajmište gdje se kupovala rogata stoka.
Godine 1904. osnovana je rezervna momčad. Na Zapadnom perivoju, današnjem Trgu Marka Marulića, odigrana je tijekom ljeta 1904. prva javna utakmica između dviju momčadi PNIŠK-a. Iduće godine klub je formirao juniorsku momčad.
PNIŠK je 30. srpnja 1905. bio organizator natjecanja u brzom hodanju na relaciji od 11 km između Zagreba, točnije pivovare u Ilici 224, i Podsuseda. To je bilo prvo hrvatsko atletsko natjecanje.
Unatoč djelovanju HAŠK-a i Academije, PNIŠK nije mogao pronaći protivnika za javnu nogometnu utakmicu u Zagrebu. Stoga su sve do 1. listopada 1905. isključivo organizirane utakmice između dviju momčadi PNIŠK-a. Tog datuma PNIŠK je u Budimpešti izgubio 11:1 od Ferencvárosa. PNIŠK je 14 dana kasnije izgubio 9:1 u Kapošvaru protiv mjesnog kluba Kaposvári AC. PNIŠK je s HAŠK-om trebao igrati 23. listopada, no utakmica nije održana. Potom je 3. prosinca pobijedio u Rijeci ondašnji Club Atletico 4:3.
PNIŠK je od proljeća do lipnja 1906. koristio unajmljeno zemljište jednog građevnog poduzeća kao svoj domaći teren. Nalazio se nedaleko od Miramarske ceste. Na njemu je odigrana samo jedna utakmica – revanš s riječkom momčadi Club Atletico, koja je poražena 6:0. PNIŠK je 28. listopada 1906. na Zapadnom perivoju, današnjem Trgu Marka Marulića, igrao 1:1 s HAŠK-om. PNIŠK od 1907. koristi unajmljeno trkalište Prvog hrvatskog biciklističkog društva u Koturaškoj cesti, koje je prenamijenjeno za potrebe nogometnih i atletskih događanja. Atletska staza duljine 500 metara prva je atletska staza u Hrvatskoj.
Mješovita momčad koju su činili igrači HAŠK-a i PNIŠK-a nastupala je u Pragu kao reprezentacija Hrvatske protiv praške Slavije 23. i 26. travnja lipnja 1907. te izgubila 15:0, odnosno 20:0. To su bile prve utakmice u povijesti hrvatske nogometne reprezentacije.
Na atletskoj stazi u Koturaškoj cesti održan je 17. svibnja 1908. prvi atletski miting u hrvatskoj povijesti.
Od jeseni 1908. prestaje unajmljivati prostor u Koturaškoj cesti zbog financijskih poteškoća.
Opredijelivši se za Mađarski sportski savez, odbio je pristupiti Hrvatskom športskom savezu.

Ugašen je na glavnoj skupštini 27. listopada 1909. Velik broj igrača pristupio je 1. hrvatskom građanskom športskom klubu, osnovanom 1911. Mario Rieger-Vinodolski u natuknici Albuma nogometnih klubova Jugoslavije iz 1925. o 1. hrvatskom građanskom športskom klubu navodi: 